# Nyugati piszedenevér
A nyugati piszedenevér (Barbastella barbastellus) az emlősök (Mammalia) osztályának denevérek (Chiroptera) rendjébe, ezen belül a kis denevérek (Microchiroptera) alrendjébe és a simaorrú denevérek (Vespertilionidae) családjába tartozó faj.

## Előfordulása
Európában, Dél-Angliában, Franciaországban, Észak-Spanyolországban, Ukrajnában, és a Kaukázusban honos, ezen kívül előfordul Norvégiában, Svédország déli részein, Szicílián, Korzikán, Szardínián, az Appennini-félszigeten, Marokkóban, Észak-Afrikában és a Kanári-szigeteken is. Magyarországon szórványosan fordul elő, a Dunazug-hegyvidékben, a Bükkben, a Bakonyban és a Nyugat-Dunántúlon. Erdős hegyvidékek lakója, de síkságokon is él.

## Alfajai
- Barbastella barbastellus barbastellus Schreber, 1774
- Barbastella barbastellus guanchae Trujillo, Ibáñez & Juste, 2002

## Megjelenése
Testhossza 4,4–5,8 centiméter, farokhossza 4,1–5,4 centiméter, magassága 0,6–0,75 centiméter, alkarhossza 3,5–4,1 centiméter, testtömege pedig 6–8,5 gramm. Közepes termetű fülei rövidek és szélesek, a fejtetőn összenőttek. Háta nagyon sötét, hasa valamivel világosabb. Karcsú testű, orra széles, rövid. A fülfedő széles és hegyes, háromszög alakú; szárnya széles. A farokcsúcs kiáll a farokvitorlából. Életkora meghaladhatja az 5 évet.

## Életmódja
Keveset tudunk róluk, mert mindenhol kis példányszámban és rendszerint egyesével található meg, nehezebben megközelíthető hegyes, erdős vidékeken. Nyári szálláshelyei alig ismertek. Faodúkban, öreg fák elváló kérge alatt, ritkán épületekben tornyokban választ szálláshelyet. Kevéssé érzékeny a fagyra, ezért nagy hidegben is a barlangbejáratoknál tartózkodik, ahol az állatok a mennyezeten szabadon lógnak. Már kora este vadászni indul, többnyire kétszer is kirepül egy éjszaka. Rovarokat, éjjeli lepkéket gyűjt, rendszerint alacsonyan 1-5 méter magasságban ejti el zsákmányát. Röpte határozott, gyors, fordulatos.

## Szaporodása
A nőstények általában kettőt kölykeznek, június-júliusban.

## Rokon fajok
A Barbastella emlősnem másik két faja, a keleti piszedenevér (Barbastella leucomelas) és a Barbastella beijingensis.

## Védelme
Lakott helyeken az emberi zavarás, nyáron a fakitermelések veszélyeztetik, mert a nőstények a kölykökkel együtt elpusztulhatnak, ezért azokon a helyeken, ahol fellelhetők, a fakitermelést április és augusztus között szüneteltetik, valamint azokat a fákat, amikben fellelhetők, megjelölik és érintetlenül hagyják. Telelőhelyeiken a barlangokban teljes zavartalanságot és csendet kell biztosítani, mert a téli álomban megzavart példányok általában elpusztulnak.

## Képgaléria

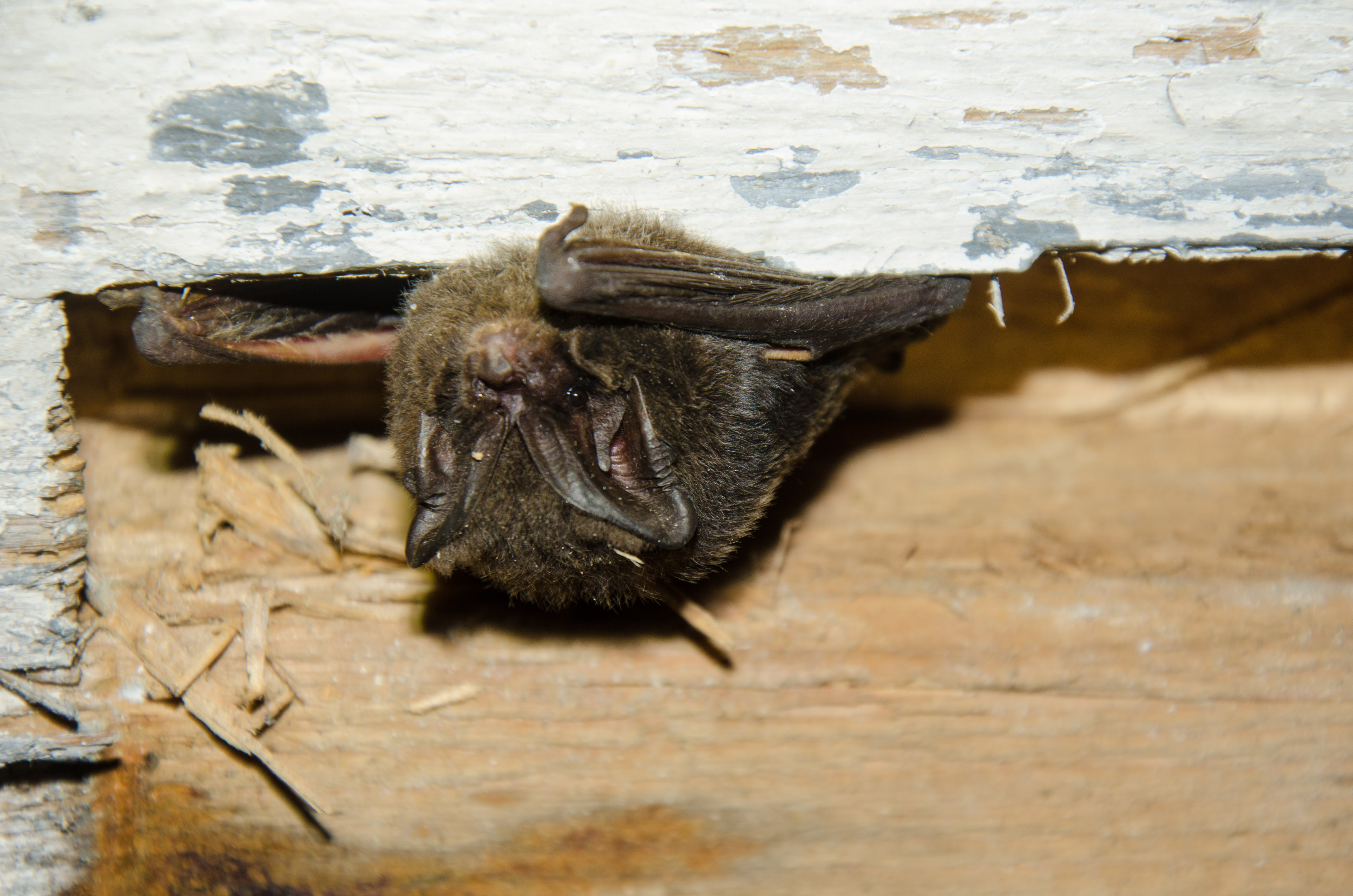
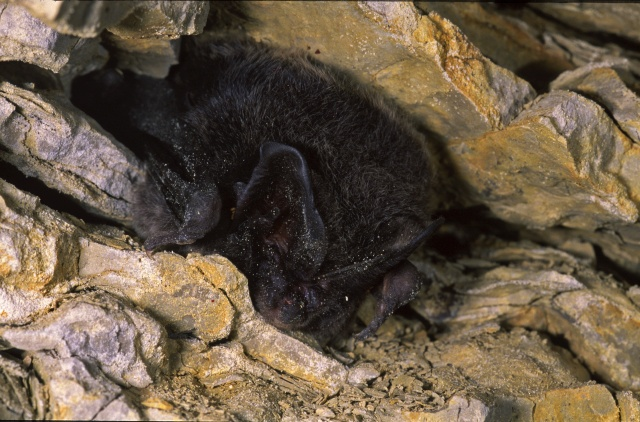
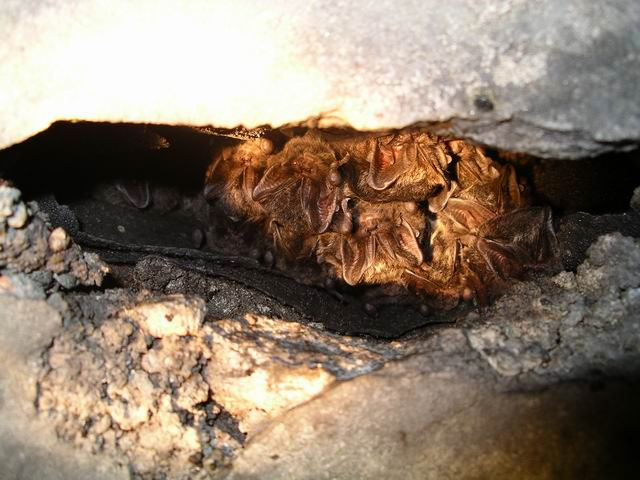
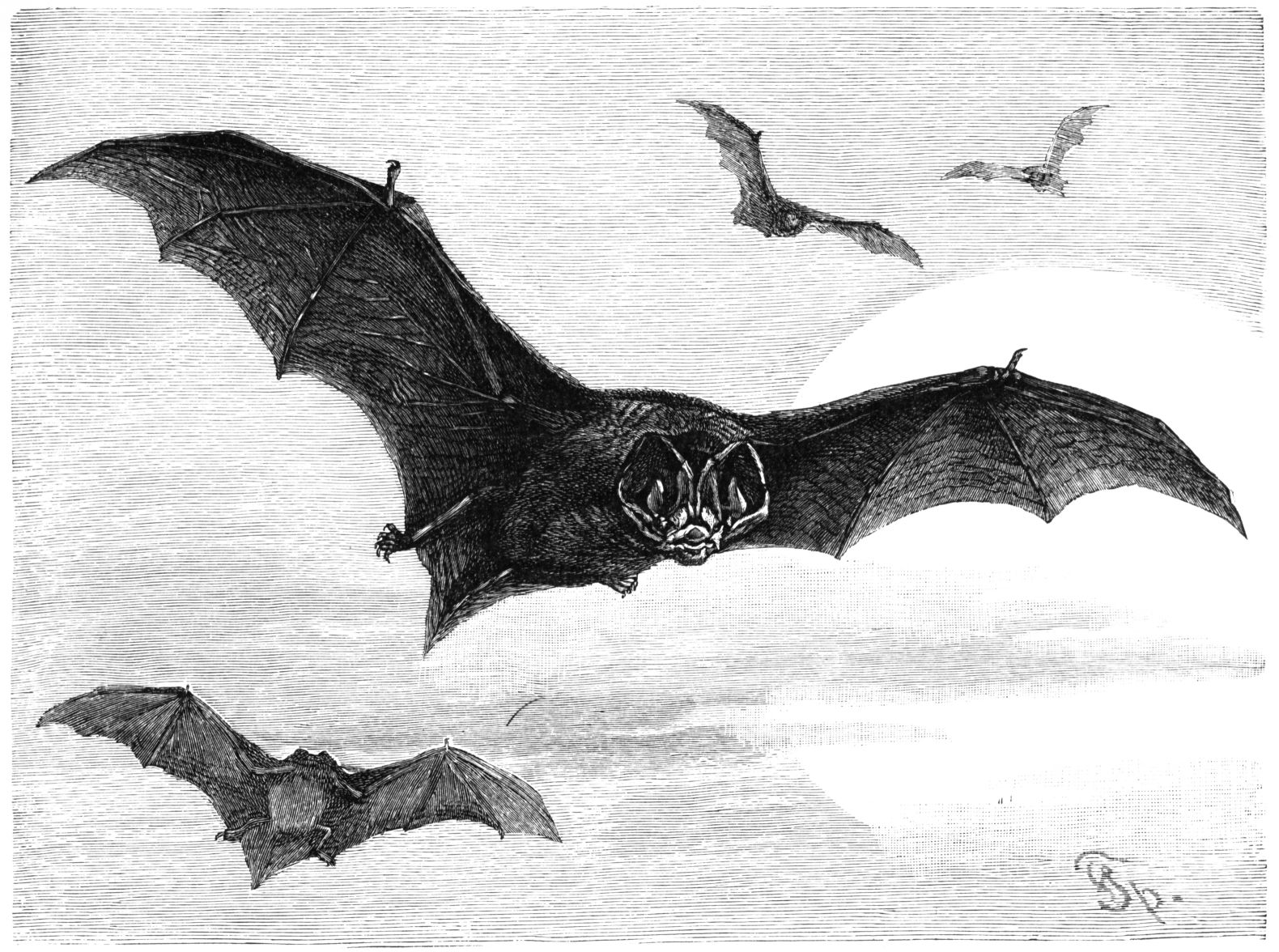
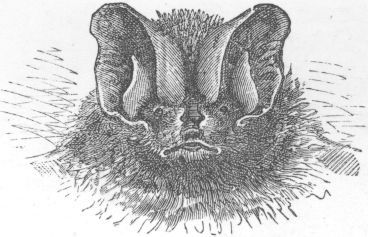
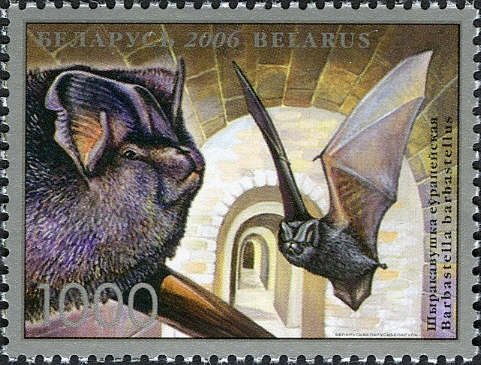